# Ранко, Марио
Ма́рио Ра́нко (англ. Runco, Mario Jr 'Trooper'; род. 1952) — астронавт НАСА. Совершил три космических полёта на шаттлах: STS-44 (1991, «Атлантис»), STS-54 (1993, «Индевор») и STS-77 (1996, «Индевор»), совершил один выход в открытый космос, подполковник ВМС США.

## Личные данные и образование

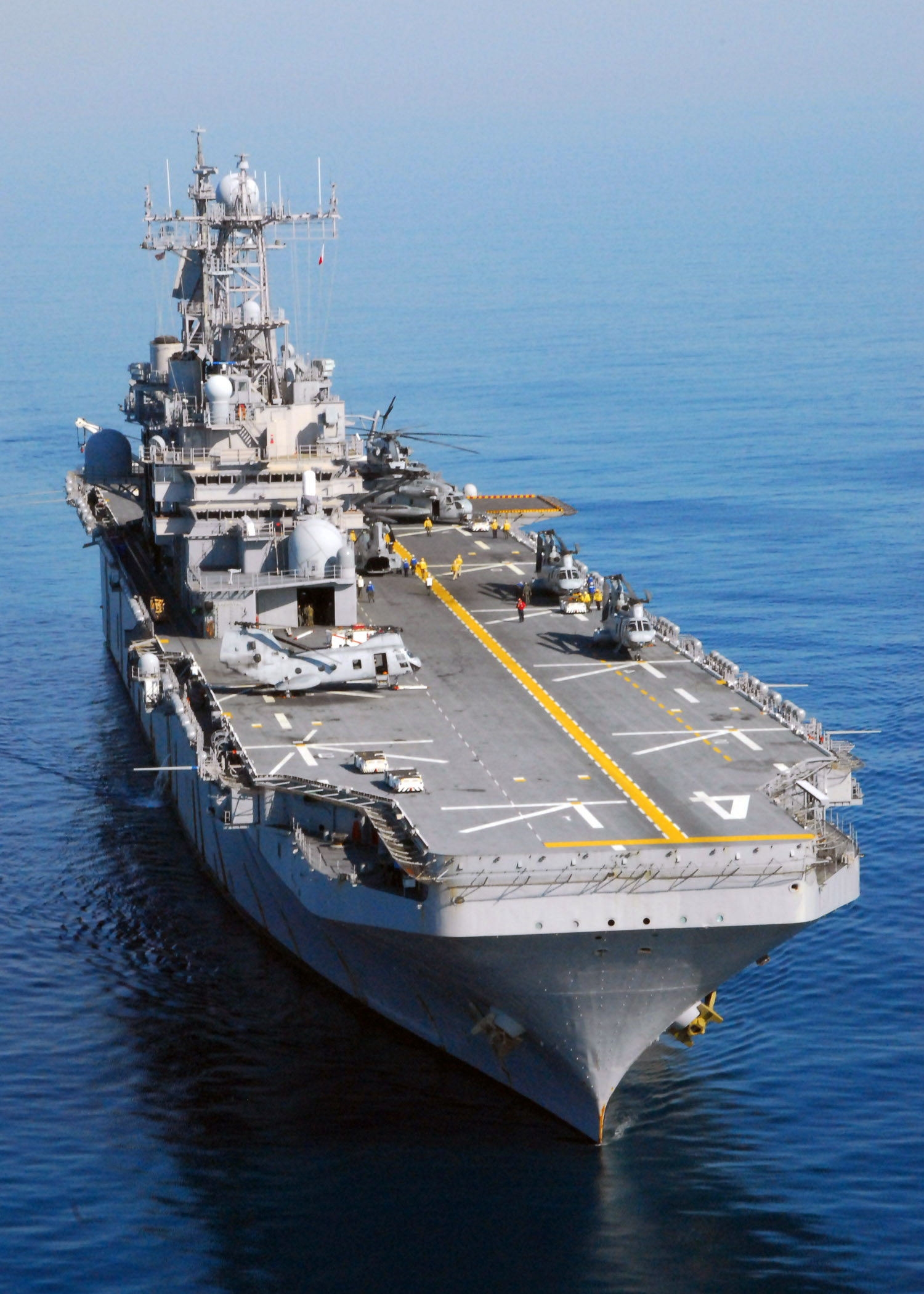
Десантный корабль «Нассаи» (LHA-4).

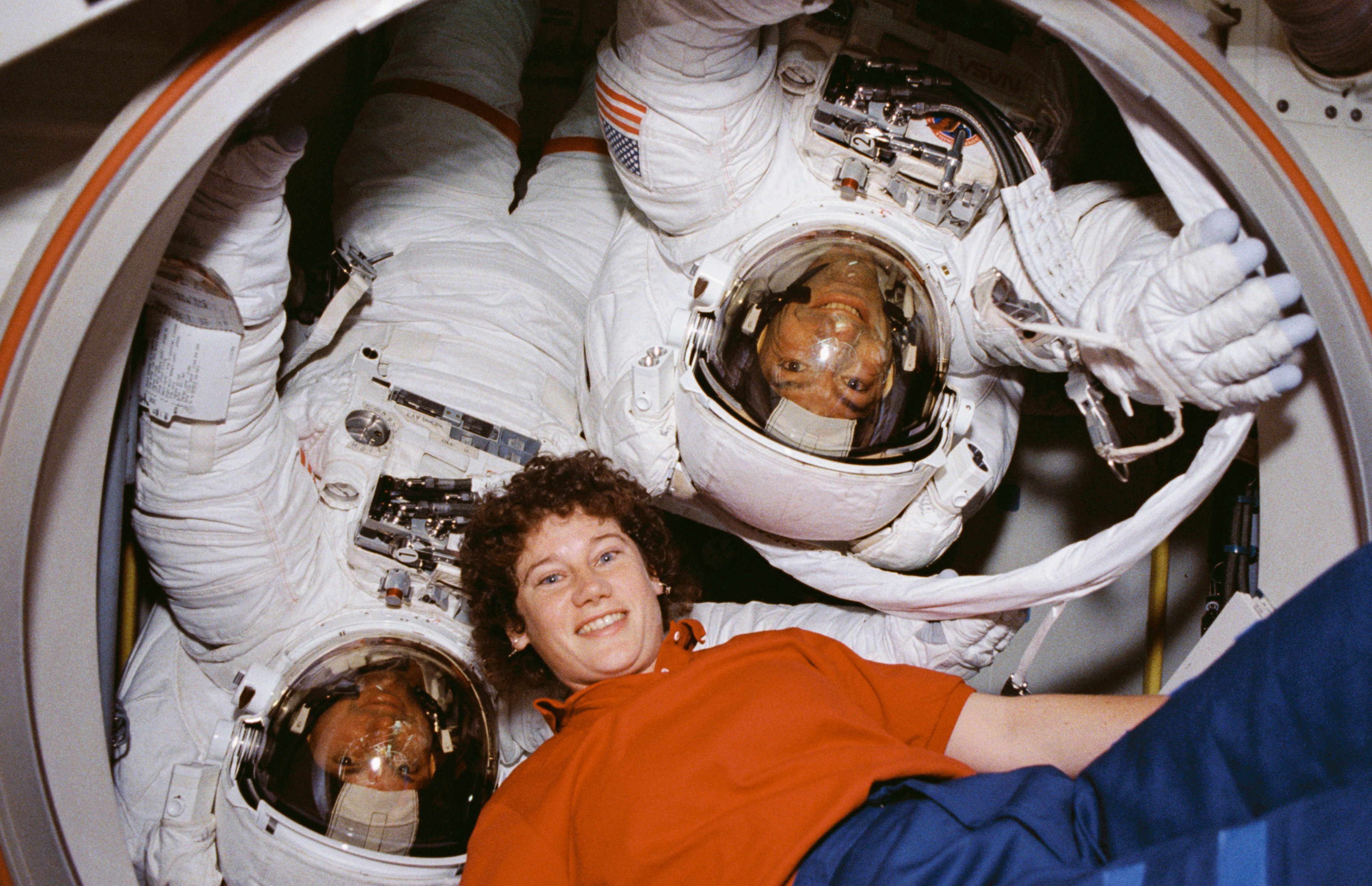
STS-54: Перед выходом в открытый космос, Ранко справа.

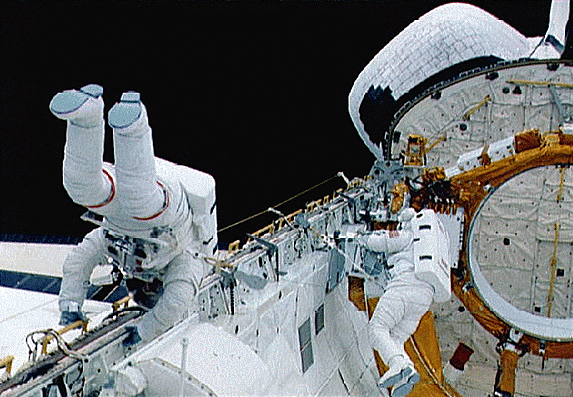
STS-54: Работы в открытом космосе, Ранко справа.

Марио Ранко родился 26 января 1952 года в Бронксе, в городе Нью-Йорк, штата Нью-Йорк. Но своим родным считает город Йонкерс, в том же штате. В 1970 году в Бронксе окончил среднюю школу. В 1974 году получил степень бакалавра наук в области метеорологии и физической океанографии в Городском колледже Нью-Йорка. В 1976 году получил степень магистра наук в области метеорологии в Университете Ратгера в Нью-Джерси.
Женат на Сюзан Кэй Фрисс из города Сильвания, штат Огайо, у них двое детей: сын — Карл и дочь — Мария. Его родители, Марио и Филомена Ранко, проживают в Йонкерсе, Нью-Йорк. Её родители, Фредерик и Маргарет Фрисс, проживают в Сильвании, штат Огайо. Любит баскетбол, софтбол, бадминтон, катание на лыжах, отдых в кемпингах, походы и астрономию. Играл в межвузовском чемпионате по хоккею за команды Городского колледжа Нью-Йорка и Ратгерский университет.

## До НАСА
После окончания Университета Ратгера, Ранко в течение года работал в качестве гидролога- исследователя, проводил исследования подземных вод для Геологической службы США на Лонг-Айленде, Нью-Йорк. В 1977 году, после завершения обучения в полицейской Академии Нью-Джерси, он стал работать в полиции штата Нью-Джерси. Затем, в июне 1978 года, поступил в Школу начальной подготовки офицеров Военно-морского флота в Ньюпорте, Род-Айленд. По окончании Школы, в сентябре 1978 года, стал сотрудником Лаборатории Военно-морского флота в Монтерее, исследовал океанические и атмосферные явления, в штате Калифорния, в качестве метеоролога-исследователя. С апреля 1981 по декабрь 1983 года он занимал пост сотрудника-метеоролога на борту десантного корабля «Нассаи» (LHA-4). Именно в это время он стал морским офицером. С января 1984 года до декабря 1985 года, он работал в качестве инструктора в Лаборатории морской школы в Монтерее, штат Калифорния. С декабря 1985 года до декабря 1986 года, он служил в качестве командира военно-морского исследовательского судна ВМС США Шовенэ (T-AGS 29), провёл гидрографические и океанографические исследования в районе острова Ява и в Индийском океане. Его последнее назначение в Военно-морском флоте было в Пёрл-Харбор, Гавайи. Там, в 1987 году, Ранко узнал о приглашении в НАСА.

## Подготовка к космическим полётам
Он был приглашён в НАСА в качестве кандидата в астронавты в 1987 году. В августе 1987 года был зачислен в отряд НАСА в составе 12-го набора, кандидатом в астронавты. Стал проходить обучение по курсу Общекосмической подготовки (ОКП). По окончании курса, в августе 1988 года получил квалификацию «специалист полёта» и назначение в Офис астронавтов НАСА. Работал в лаборатории интеграции электронного оборудования шаттлов, в Отделении планирования миссий, в Отделении вспомогательного персонала. Был оператором связи с экипажами. Принимал участие в разработке научного оборудования лабораторного модуля Дестини для Международной космической станции (МКС).

## Полёты в космос
- Первый полёт — STS-44[3], шаттл «Атлантис». C 24 ноября по 1 декабря 1991 года в качестве «специалиста полета». Полёт по программе Министерства обороны США. Основной целью миссии были работы по программе «Defense Support (DSP)», вывод на орбиту спутника с разгонным блоком в виде инерциальной ракеты-носителя. Продолжительность полёта составила 6 суток 22 часа 52 минуты[4].
- Второй полёт — STS-54[5], шаттл «Индевор». C 13 по 19 января 1993 года в качестве «специалиста полёта». Во время полёта выполнил один выход в открытый космос: 17 января 1993 года — продолжительностью 4 часа 28 минут. Основная цель полёта — вывод на орбиту спутника-ретранслятора TDRS-F[6]. Продолжительность полёта составила 5 дней 23 часа 39 минут.[7].
- Третий полёт — STS-77[8], шаттл «Индевор». C 19 по 29 мая 1996 года в качестве «специалиста полета». В программу полёта входило проведение микрогравитационных экспериментов в коммерческом лабораторном модуле «Спейсхэб-4», развёртывание экспериментальной надувной антенны IAE, испытание новой системы ориентации на автономном спутнике PAMS/STU[9]. Продолжительность полёта составила 10 суток 0 часов 40 минут[10].

Общая продолжительность внекорабельной деятельности — 4 часа 28 минут. Общая продолжительность полётов в космос — 22 дня 23 часа 12 минут.

## После полётов
В июле 2002 года был переведен в категорию астронавтов-менеджеров. Работал научным специалистом по исследованию Земли и планетологии в Научном отделе в Космическом Центре имени Джонсона в Хьюстоне, штат Техас. В настоящее время работает в Директорате медико-биологических и космических исследований НАСА.

## Награды и премии
Награждён: Медаль «За космический полёт» (1991, 1993 и 1996), Медаль «За отличную службу» (США), Медаль «За похвальную службу» (США), Медаль «За исключительные заслуги» и многие другие.